# Francisco Javier Borrego
Francisco Javier Borrego Borrego (ur. 1949 w Sewilli) – hiszpański prawnik i obrońca praw człowieka. Jako gubernator cywilny Orense stanął po stronie rządowej podczas nieudanego zamachu stanu 23 lutego 1981 roku, za co w 1983 roku został odznaczony Wojskowym Krzyżem Zasługi. W latach 2003–2008 był sędzią w Europejskim Trybunale Praw Człowieka w Strasburgu. Obecnie pracuje w gremium adwokatów państwowych (Abogacía del Estado) przy hiszpańskim Sądzie Najwyższym (Audiencia Nacional) w Madrycie.
Był sędzią IV Izby Europejskiego Trybunału Praw Człowieka, który zgłosił zdanie odrębne do wyroku w sprawie Alicji Tysiąc.
Fragmenty tego dokumentu:

Trybunał "pragnie odnotować, że pomiędzy lekarzami skarżącej powstała rozbieżność zdań". (...) Z jednej strony ośmiu specjalistów jednomyślnie oświadczyło, że nie stwierdzili żadnego zagrożenia lub związku pomiędzy ciążą i porodem a pogorszenie m się wzroku skarżącej. Z drugiej strony lekarka pierwszego kontaktu wystawiła zaświadczenie tak, jakby była specjalistką w trzech dziedzinach medycyny: ginekologii, okulistyce oraz psychiatrii, i w mętnej opinii zaleca przerwanie ciąży. (...) Wniosek Trybunału co do naruszenia Konwencji oparty jest na następującym rozumowaniu: Po pierwsze Trybunał przywiązuje duże znaczenie do obaw skarżącej, mimo że obawy te nie zostały potwierdzone, a co więcej, okazały się bezpodstawne. Po drugie Trybunał podejmuje próbę porównania jednomyślnej opinii ośmiu specjalistów z odosobnioną i mętną opinią lekarza pierwszego kontaktu. Po trzecie Trybunał dyskredytuje polskich lekarzy specjalistów. I w końcu wyrok idzie zbyt daleko, ponieważ zawiera wskazania dla polskich władz dotyczące "wprowadzenia ustawodawstwa określającego zasady dostępu do zgodnych z prawem zabiegów przerywania ciąży". (...) Prawdą jest, że w niniejszej sprawie powstał spór. Z jednej strony mamy polskie prawo, jednomyślną opinię lekarzy specjalistów oraz potwierdzony brak związku przyczynowo-skutkowego między porodem a pogorszeniem się wzroku skarżącej. Z drugiej strony mamy obawy skarżącej. (...) Według Trybunału, Państwo powinno było chronić skarżącą, pomimo obowiązującego prawa krajowego i opinii medycznych, ponieważ skarżąca obawiała się.